# Stephen Lambdin
Stephen Lambdin (Rockwall, 9 marzo 1988) è un taekwondoka statunitense, che ha rappresentato gli Stati Uniti ai Giochi olimpici di Rio de Janeiro 2016.

## Palmares
- Giochi panamericani

Guadalajara 2011: bronzo nella categoria +80kg